# 艾氏富山鰕虎
艾氏富山鰕虎（学名：Tomiyamichthys alleni）为辐鳍鱼纲鰕虎魚目鰕虎魚科富山鰕虎魚屬下的一个种。该物种分布于西太平洋海域，栖息深度为15米至40米，体长可达3.8公分。